# Рожнов, Анатолий Александрович
Анатолий Александрович Рожнов (7 февраля 1931, Пермь, Уральская область — 7 ноября 1994, Алма-Ата) — советский геолог, Герой Социалистического Труда (1974), лауреат Государственной премии СССР (1977).

## Биография
Родился 7 февраля 1931 года в Перми.
Окончив с отличием Северо-Кавказский горно-металлургический институт, стал работать в Казахской ССР. С 1953 года работал геологом, главным инженером Джумартовской геолого-разведочной экспедиции. В 1960 году был назначен старшим геологом Каражальской геолого-разведочной экспедиции. В 1966 году был назначен главным геологом Жайремской геолого-разведочной экспедиции и в 1969 году — главным геологом Центрально-Казахстанского производственного геологического объединения.
В 1967 году получил ученую степень кандидата геолого-минералогических наук. 18 ноября 1988 года Рожнову А. А. присуждена ученая степень доктора геолого-минералогических наук.
В годы девятой пятилетки Жайремская геолого-разведочная экспедиция выполнила разведку месторождений Жайрем и Ушкатын III. Благодаря деятельности Жайремской геолого-разведочной экспедиции план прироста добычи свинца и цинка был выполнен досрочно в 1973 году. За эффективное руководство геолого-разведочной экспедицией был удостоен в 1974 году звания Героя Социалистического Труда.
За открытие, разведку и подготовку к промышленному освоению крупного месторождения полезных ископаемых в 1977 году ему была присуждена Государственная премия СССР.
Автор 55 научных статей, им составлено более 50 производственных отчетов, 11 раз отчеты предоставлялись на защиту в ГКЗ СССР.
Продолжал работать до последнего своего дня…. Скончался 24 ноября 1994 года.

## Сочинения
Написал в соавторстве книгу «Геология и металлогения Успенской тектонической зоны», 6 т. — А.-А., 1967 — 68.

## Награды
- Знак «Отличник разведки недр» — 1967 год, 1974 год
- Юбилейная медаль «За доблестный труд…» — 1970 год
- Орден Трудового Красного Знамени — 1971 год
- Знак «Победитель социалистического соревнования 1974 года»
- Герой Социалистического Труда — удостоен звания 2 января 1974 года;
- Орден Ленина (1974).
- Золотая медаль «Серп и молот» — 1974 год
- Диплом и нагрудный знак «Первооткрыватель месторождения» — 1979 год
- Занесен в Золотую Книгу Почета Казахской ССР за выдающиеся успехи в выполнении заданий пятилетки 26 мая 1981 года
- Знак «Ударник одиннадцатой пятилетки» — 1985 год
- Медаль «Ветеран Труда» — 1987 год.